# Флаг Тюльганского района
Флаг муниципального образования Тюльга́нский район Оренбургской области Российской Федерации — опознавательно-правовой знак, служащий официальным символом муниципального образования.
Флаг утверждён 29 декабря 2004 года и внесён в Государственный геральдический регистр Российской Федерации с присвоением регистрационного номера 1782.

## Описание
«Флаг Тюльганского района представляет собой прямоугольное жёлтое полотнище с отношением ширины к длине 2:3, воспроизводящее смещённое к свободному краю полотнища изображение фигур герба района: чёрного коршуна, несущего бурый камень и зелёную скалу, имеющую бурую выемку».

## Обоснование символики
Флаг разработан на основе герба, который отражает исторические, природные и экономические особенности Тюльганского района. Главная фигура — коршун говорит о названии района (в переводе с башкирского языка слово «тюйлюгэн» означает коршун). Силу и мощь коршуна подчёркивает его геральдическое вооружение (глаза, клюв и лапы, выделенные серебром).
Посёлок Тюльган, как и многие другие в районе был построен в связи с началом освоения месторождений бурого угля. Камень, который держит в лапах коршун по цвету созвучен бурому углю. Выемка на склоне горы подчёркивает, что основой экономики района, является добыча бурого угля открытым способом.
В Тюльганском районе, на хребте Малый Накас, находится самая высокая точка Оренбургской области, о чём свидетельствует изображение на флаге склона горы. Зелёный цвет символизирует богатство животного и растительного мира — здесь обитают многочисленные животные, птицы, в лесах растёт более 80 видов лечебных трав.
Жёлтый цвет (золото) в геральдике символизирует власть, прочность, великодушие, уважение, богатство.
Чёрный цвет — символ благоразумия, мудрости, скромности, честности, вечности бытия.
Пурпур в геральдике символ достоинства, благородства.
Зелёный цвет — символ природы, надежды, роста, здоровья.
Белый цвет (серебро) в геральдике символизирует чистоту, мудрость, благородство, мир.

## См. также

Флаги муниципальных образований Тюльганского района
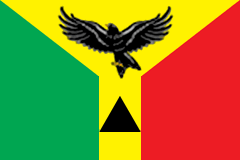
Флаг Тюльганского поссовета